# 8639 Vonšovský
8639 Vonšovský eller 1986 VB1 är en asteroid i huvudbältet som upptäcktes den 3 november 1986 av den tjeckiske astronomen Antonín Mrkos vid Kleť-observatoriet i Tjeckien. Den är uppkallad efter Břetislav Vonšovský.